# 10e soirée des prix Jutra
La 10e soirée des prix Jutra, récompensant les films sortis en 2007, a lieu le 9 mars 2008 et est diffusée à la télévision de Radio-Canada en direct du Théâtre Saint-Denis à Montréal.

## Déroulement
Le gala est animé pour la troisième fois consécutive par Normand Brathwaite. Les cotes d'écoutes se sont élevées à 655 000  téléspectateurs.

## Palmarès
Les lauréats sont indiqués ci-dessous en premier de chaque catégorie et en gras.

### Meilleur film
- Continental, un film sans fusil
  - L'Âge des ténèbres
  - La Brunante
  - Les 3 P'tits Cochons

### Meilleure réalisation
- Stéphane Lafleur - Continental, un film sans fusil
  - Denys Arcand - L'Âge des ténèbres
  - Fernand Dansereau - La Brunante
  - Bernard Émond - Contre toute espérance

### Meilleur acteur
- Roy Dupuis - J'ai serré la main du diable
  - Marc Labrèche - L'Âge des ténèbres
  - Claude Legault - Les 3 P'tits Cochons
  - Guillaume Lemay-Thivierge - Nitro

### Meilleure actrice
- Guylaine Tremblay - Contre toute espérance
  - Sylvie Léonard - L'Âge des ténèbres
  - Isabelle Richer - Les 3 P'tits Cochons
  - Karine Vanasse - Ma fille, mon ange

### Meilleur acteur de soutien
- Réal Bossé - Continental, un film sans fusil
  - Emmanuel Bilodeau - Bluff
  - Paul Doucet - Les 3 P'tits Cochons
  - Guillaume Lemay-Thivierge - Les 3 P'tits Cochons

### Meilleure actrice de soutien
- Laurence Leboeuf - Ma fille, mon ange
  - Suzanne Clément - La Brunante
  - Véronique Le Flaguais - Comment survivre à sa mère
  - Julie Perreault - Les 3 P'tits Cochons

### Meilleur scénario
- Stéphane Lafleur - Continental, un film sans fusil
  - Denys Arcand - L'Âge des ténèbres
  - Bernard Émond - Contre toute espérance
  - Claude Lalonde et Pierre Lamothe - Les 3 P'tits Cochons

### Meilleure direction artistique
- François Séguin - Silk
  - Gilles Aird - Les 3 P'tits Cochons
  - André-Line Beauparlant - Continental, un film sans fusil
  - David Pelletier - Le Ring

### Meilleurs costumes
- Carlo Poggioli, Kazuko Kurosawa - Silk
  - Brigitte Desroches - La Brunante
  - Monic Ferland - Les 3 P'tits Cochons
  - Ginette Magny - Comment survivre à sa mère

### Meilleur maquillage
- Diane Simard - L'Âge des ténèbres
  - Kathryn Casault - Ma tante Aline
  - Johanne Gravel - Nitro
  - Marlène Rouleau - Les 3 P'tits Cochons

### Meilleure coiffure
- Réjean Forget - Ma tante Aline
  - Réjean Goderre - Ma fille, mon ange
  - Johanne Paiement - Les 3 P'tits Cochons
  - Denis Parent - Nitro

### Meilleure direction de la photographie
- Alain Dostie - Silk
  - Bruce Chun - Nitro
  - Bernard Couture - Les 3 P'tits Cochons
  - Sara Mishara - Continental, un film sans fusil

### Meilleur montage
- Éric Drouin - Nitro
  - Michel Arcand, Louis Martin-Paradis - J'ai serré la main du diable
  - Louise Côté - Contre toute espérance
  - Sophie Leblond - Continental, un film sans fusil

### Meilleur son
- Claude La Haye, Claude Beaugrand, Hans-Peter Strobl, Bernard Gariépy Strobl - Silk
  - Simon Poudrette - À vos marques... party!
  - Pierre Bertrand, Sylvain Bellemare et Bernard Gariépy Strobl - Continental, un film sans fusil
  - Patrick Rousseau, Marcel Pothier, Gavin Fernandes, Stéphane Bergeron - Ma fille, mon ange

### Meilleure musique
- Catherine Major - Le Ring
  - Normand Corbeil - Ma fille, mon ange
  - Stéphane Dufour - Les 3 P'tits Cochons
  - FM Le Sieur - Nitro

### Meilleur film documentaire
- Richard Desjardins, Robert Monderie - Le Peuple invisible
  - Carlos Ferrand - Americano
  - Denys Desjardins - Au pays des colons
  - Yung Chang (en) - Up the Yangtze (en)

### Meilleur court ou moyen métrage de fiction
- Notre prison est un royaume de Simon Galiero
  - Can you Wave Bye-Bye ? de Sarah Galea-Davis
  - Dust Bowl Ha ! Ha ! de Sébastien Pilote
  - The Colony de Jeff Barnaby

### Meilleur court ou moyen métrage d'animation
- Isabelle au bois dormant de Claude Cloutier
  - Madame Tutli-Putli de Chris Lavis et Maciek Szczerbowski (en)
  - Révérence de Patrick Bouchard
  - The Tourists de Malcolm Sutherland

## Prix spéciaux

### Jutra-Hommage
- Jean-Claude Labrecque

### Film s'étant le plus illustré à l'extérieur du Québec
- Bon Cop, Bad Cop, de Érik Canuel

### Billet d'or
Pierre Gendron, Christian Larouche - Les 3 P'tits Cochons

### Meilleur exploitant
2008 : Cinéma Galaxy (Pascal Paquin) - Victoriaville